# بازگشت (فیلم ۲۰۲۱)
بازگشت (انگلیسی: Take Back) یک فیلم ویدئویی آمریکایی اکشن و دلهره‌آور محصول سال ۲۰۲۱ به کارگردانی کریستین سسما با بازی میکی رورک، جیمز روسو، مایکل جای وایت و جیلیان الیانا واترز است.

## داستان
زارا (جیلیان وایت) و برایان (مایکل جای وایت) زندگی کاملاً خوبی در یک شهر کوچک دارند وقتی که یک غریبه مرموز از گذشته مخفی زارا دختر آنها را می‌دزدد و حالا آنها باید برای نجات جان او مسابقه دهند.

## بازیگران
- میکی رورک
- مایکل جای وایت
- جیلیان الیانا واترز
- جیمز روسو

## تولید
فیلمبرداری این فیلم در اوت سال ۲۰۲۰ به اتمام رسید.

## انتشار
این فیلم در ۱۸ ژوئن ۲۰۲۱ در سینماها در ایالات متحده و برای خرده‌فروشی‌های درخواستی و آنلاین پخش شد.

## بازخوردها
- نقدهای فیلم عمدتاً منفی بود، با امتیاز ۲۰٪ در راتن تومیتوز بر اساس پنج نقد.[۸] بیشتر بررسی‌ها بر روی سرعت آهسته و تنظیم عمومی تمرکز داشتند.

- فیل هود از گاردین دو ستاره از پنج ستاره را به فیلم اهدا کرد.[۹][۱۰]